# Caernarfon Airport
Caernarfon Airport är en flygplats i Storbritannien.   Den ligger i kommunen Gwynedd och riksdelen Wales, i den sydvästra delen av landet, 300 km nordväst om huvudstaden London. Caernarfon Airport ligger 3 meter över havet.
Terrängen runt Caernarfon Airport är platt norrut, men åt sydost är den kuperad. Havet är nära Caernarfon Airport västerut.Runt Caernarfon Airport är det ganska glesbefolkat, med 45 invånare per kvadratkilometer. Närmaste större samhälle är Caernarfon, 6,3 km nordost om Caernarfon Airport. Trakten runt Caernarfon Airport består i huvudsak av gräsmarker.